# Begonia angilogensis
Begonia angilogensis é uma espécie de Begonia.